# Herb Hamilton (Bermudy)
Herb miasta Hamilton na Bermudach – przedstawia na tarczy w polu błękitnym złoty żaglowiec pomiędzy trzema srebrnymi kwiatami pięciornika (dwa z nich są nad żaglowcem, a trzeci pod).
Trzymaczami herbu są z prawej strony syrena z zielonym rybim ogonem i muszlą, z lewej srebrny koń morski.
Na tarczy hełm turniejowy ze złoto-błękitnymi labrami. Na złoto-błękitnym zawoju w klejnocie znajduje się koń morski trzymający błękitny kwiat.
Pod tarczą, na murawie służącej za postument, znajduje się rozwinięta wstęga z łacińską dewizą „Sparsa collegit” (pol. Zgrupować rozproszone).
Pięciornik to herb klanu Hamilton (nazwa miasta pochodzi od nazwiska gubernatora Jamesa Hamiltona), a żaglowiec pochodzi z dawnego herbu Bermudów.
Herb został nadany w 1897 roku.
Herbu miasta Hamilton (centrum Wielkiej Bermudy) nie należy mylić z herbem parafii Hamilton (we wsch. części Bermudów), który jest skwadrowany i też zawiera kwiat pięciornika (w polu czerwonym) i czarny żaglowiec.